# قطعنامه ۲۰۳ شورای امنیت
قطعنامه ۲۰۳ شورای امنیت سازمان ملل متحد که در تاریخ ۱۴ مه ۱۹۶۵ تصویب شد، سندی بین‌المللی دربارهٔ وضعیت در جمهوری دومینیکن است. این قطعنامه طی نشست ۱۲۰۸ام
با ۱۱ موافق،۰ مخالف و۰ ممتنع تصویب شد.